# Кидзугава
Кидзугава (яп. 木津川市 Кидзугава-си) — город в Японии, находящийся в префектуре Киото. Площадь города составляет 85,13 км², население — 77 960 человек (1 октября 2020), плотность населения — 915,78 чел./км².

## Географическое положение
Город расположен на острове Хонсю в префектуре Киото региона Кинки. С ним граничат город Нара и посёлки Сейка, Вадзука, Касаги, Иде.

## Население
Население города составляет 77 960 человек (1 октября 2020), а плотность — 915,78 чел./км². Изменение численности населения с 1980 по 2005 годы:
| 1970 | 28 007 чел. |  |
| 1975 | 29 958 чел. |  |
| 1980 | 34 431 чел. |  |
| 1985 | 39 761 чел. |  |
| 1990 | 49 532 чел. |  |
| 1995 | 52 436 чел. |  |
| 2000 | 58 809 чел. |  |
| 2005 | 63 649 чел. |  |
| 2010 | 69 761 чел. |  |
| 2015 | 72 840 чел. |  |

## Символика
Деревом города считается сакура, цветком — космея.